# Nova Fun
Nova Fun – czeski kanał telewizyjny uruchomiony 23 grudnia 2012 pod nazwą Smíchov. 4 lutego 2017 wraz z pozostałymi kanałami z grupy TV Nova zmienił nazwę na Nova 2.
20 września 2021 roku kanał ponownie zmienił nazwę, na Nova Fun.